# おいなりさん (お笑い芸人)
おいなりさん（1986年7月27日 - ）は、日本のピン芸人。 本名、紺野 幸平（こんの こうへい）。
福島県出身。元グレープカンパニー所属。身長167cm、体重58kg。

## 概説
当時在籍していた事務所にて小島浩と二つの爆発音を結成。2009年にコンビを解散。コンビ解散後はピン芸人として活動。所属事務所はフラットファイヴを経て、2010年7月1日からグレープカンパニー。2012年に退所。
コンビ時代は破天荒な設定のコントを主に活動していた。ちなみに元相方の小島浩はジャガイモンという番組に出演したのを最後に芸人を引退した。
一時期、グレープカンパニー所属のカタリベ霜田と、お試しでポンコッツというコンビを組んでいたこともあった。

## 特徴・エピソード
- スキンヘッドが特徴。尚、全身無毛である。
- 意外と先輩に対しては礼儀正しい。しかしその反面、先輩に対するたかり癖がある。
- 滑舌が悪く、漢字に弱い。
- 事務所の先輩・ひだりコックの津田勇士は暇さえあれば、おいなりさんの頭をワールドカップのトロフィーに見立ててキスをしてくる。この件に関しておいなりさんは、途轍もない嫌悪感を抱いているとか。
- 小学生の頃、サッカーの選抜に選ばれたことがあるらしい。
- GREEのブログコメント欄で、ファン同士が喧嘩することもしばしば。
- トミドコロのポッドキャストにて、ビンタ執行人として2ちゃんねるでプチブレイク。
- コンビニでバイトをしていた時は、カツラを被って接客を行っていた。
- コンビニで知り合った女子大生の彼女が居るらしい。
- サンドウィッチマンの単独VTRやラジオに僅かながらも出演した。
- 事務所に所属している女性は全員性的に見ているとのこと。
- 少しヤケクソ気味で「24歳という若さにして地上波を禁じられた」と語っていた。
- 「ちょっす！」という挨拶を流行らせようとしている。
- 『ろくでなしBLUES』が実写映画化されたら、赤城ではなく海老原役を演じてみたいと夢を語っていた。

## 出演番組
- 夜明けのマルシェ（日本テレビ）

## 書籍

### 雑誌
- 笑いの聖戦 テレビじゃみれない自爆覚悟のタブーなお笑い53連発 -2010年12月18日発売